# Comando de Aeródromo E (v) 215/VIII
El Comando de Aeródromo E (v) 215/VIII (Flieger-Horst-Kommandantur E (v) 215/VIII) fue una unidad de la Luftwaffe durante la Segunda Guerra Mundial.

## Historia
Fue formado el 1 de abril de 1944 en Mamaia, a partir del Comando de Aeródromo E 9/XI. Fue disuelto en diciembre de 1944.

## Servicios
- 1 de abril de 1944 – agosto de 1944: en Mamaia-Land (Rumanía).
- septiembre de 1944 – diciembre de 1944: en Hungría (?).